# Melvin Franklin
Melvin "Blue" Franklin, nato David Melvin English (Montgomery, 12 ottobre 1942 – 23 febbraio 1995), è stato un cantante statunitense.
È stato un componente del gruppo vocale The Temptations dal 1960 al 1994.

## Biografia
Nato in Alabama, è cresciuto a Detroit (Michigan). Abbandonato dal padre prima della nascita, prese il cognome del suo patrigno per il suo nome d'arte da adolescente.
Nel 1958 prese parte a un gruppo musicale chiamato Elgins. Nel marzo 1961 gli Elgins firmarono con la Motown Records con un nuovo nome, ovvero The Temptations. 
Franklin e Otis Williams sono stati gli unici fondatori del gruppo che non hanno mai lasciato lo stesso gruppo. Franklin era un cantante di voce basso, che era diventata uno dei tratti distintivi del gruppo.
Verso la fine degli anni '60 gli venne diagnosticata l'artrite reumatoide, i cui sintomi combatteva con il cortisone per continuare ad esibirsi. L'uso costante di cortisone gli apriva il sistema immunitario ad altre infezioni e problemi di salute, per cui sviluppò il diabete agli inizi degli anni '80 e poi la fascite necrotizzante.
Nel 1984 ha lavorato come doppiatore nella serie animata Pole Position. 
Nel 1989 è stato inserito nella Rock and Roll Hall of Fame come membro dei The Temptations.
Nel febbraio 1995 morì dopo qualche giorno di coma dovuto a una serie di convulsioni. Aveva 52 anni.

## Filmografia
Cinema
- Un'idea geniale (Happy New Year), regia di John G. Avildsen (1987)

Televisione
- Pole Position - serie animata, 13 episodi (1984) - voce
- Professione pericolo - un episodio (1985)
- Moonlighting - un episodio (1986) - non accreditato
- The Return of Bruno - film TV (1987)
- Murphy Brown - un episodio (1990) - non accreditato